# Lucaninae

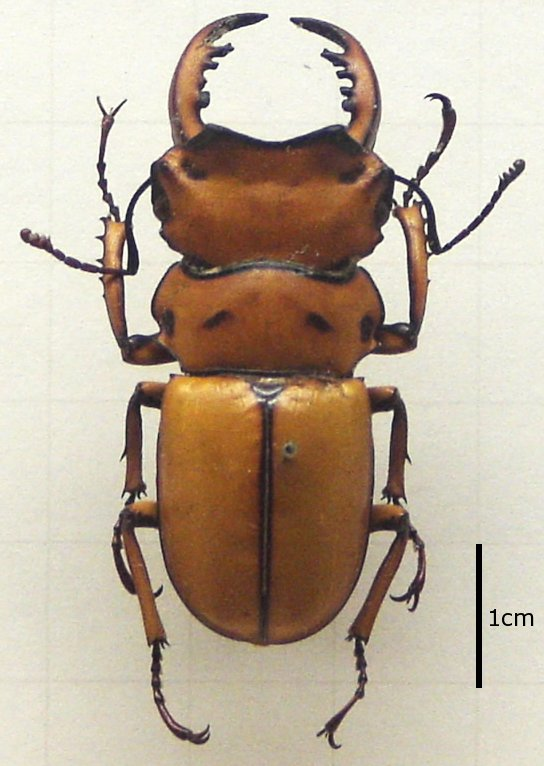
Ejemplar macho de Homoderus mellyi

Lucaninae es una subfamilia de coleópteros polífagos. Es la subfamilia más grande de la familia Lucanidae (ciervos volantes).
Los miembros de esta subfamilia se caracterizan por tener los ojos parcial o enteramente divididos por un canto, tener antenas geniculadas y coxas separadas. El cuerpo es habitualmente alargado y ligeramente aplanado.
Contiene las siguientes tribus y algunos géneros:

## Tribus
- Aegini
- Allotopini Maes, 1992
- Chiasognathini Burmeister, 1847
- Cladognathini
- Colophonini
- Dendeziini
- Dorcini Parry, 1864
- Figulini
- Homoderini
- Lissapterini
- Lucanini MacLeay, 1819
- Neoprosopocoilini
- Nigidiini
- Odontolabini Parry, 1870
- Pholidotini Kikuta, 1986
- Platycerini Mulsant, 1842
- Platyceroidini Paulsen and Hawks, 2008
- Prosopocoilini Benesh, 1960
- Pseudodorcini
- Rhaethulini
- Ryssonotini
- Sclerostomini Benesh, 1955
- Géneros sin tribu asignada:
  - Altitatiayus Weinreich, 1960
  - Apterodorcus Arrow, 1943
  - Aulacostethus Waterhouse, 1869
  - Auxicerus Waterhouse, 1883
  - Caenolethrus Thomson, 1862
  - Casignetus MacLeay, 1819
  - Charagmophorus Waterhouse, 1895
  - Incadorcus Arnaud & Bomans, 2006
  - Leptinopterus Hope, 1838
  - Macrocrates Burmeister, 1847
  - Pseudoscortizus Arnaud et al., 2008
  - Sclerostomulus Weinreich, 1960
  - Zikanius Grossi & Paulsen, 2009